# UB-122号潜艇
陛下之UB-122号艇是德意志帝国海军于第一次世界大战期间建造的其中一艘UB-III型近岸潜艇或称U艇。它由不来梅的威悉船厂承建，于1918年2月2日新船下水，至同年3月4日交付使用。其全长55.85米，水面及水下排水量分别为512吨和643吨，艇载武器则包括五具500毫米鱼雷发射管以及一门105毫米口径甲板炮。UB-122号入役后曾被部署至驻埃姆登的第三区舰队，并参与了大西洋潜艇战。但在两次巡逻期间，该艇未能击沉任何船舶。战后，根据对德停战协定的要求，UB-122号于1918年11月24日被引渡至英国哈维奇正式向协约国投降，至1921年在英吉利海峡自沉。

## 设计
UB-122号是不来梅威悉船厂承建的UB-III型第三批次（UB-118至UB-132号）的五号艇，由德意志帝国海军潜艇监察局于1917年2月8日订购、同年5月21日动工，至1918年2月2日下水。其全长55.85米，舷宽5.80米。艇体采用双壳体结构，水面及水下排水量分别为512吨和643吨，浮起时的吃水深度为3.72米。由于无需像UC-II型艇那样提供水雷布设装置，设计工程师对潜艇舷弧进行了优化，增大了司令塔体积，配备两具潜望镜，司令塔与控制室之间增加一道水密舱壁。这些改进显著提高了潜艇的水下机动性和生存力。为了达到更高的航速，UB-122号采用两台科尔庭六缸四冲程525匹公制馬力（386千瓦特）柴油机用于水面运行，以及两台394匹公制馬力（290千瓦特）的西门子-舒克特电动发电机用于水下航行；水面最高航速13.9節（25.7每小時），水下7.6節（14.1每小時）；能够在水面以6節（11每小時）航速续航7,280海里（13,480），或以4節（7.4每小時）连续在水下航行50海里（93）而无需充电。
UB-122号的主武器为五具500毫米艇艏鱼雷发射管，其中艇艏四具采用层叠式布局分居两侧、艇艉一具，并可搭载合共10枚G6型鱼雷。辅助武器则是一门88毫米30倍径速射炮。其标准船员编制为3名军官加31名水兵。

## 服役历史

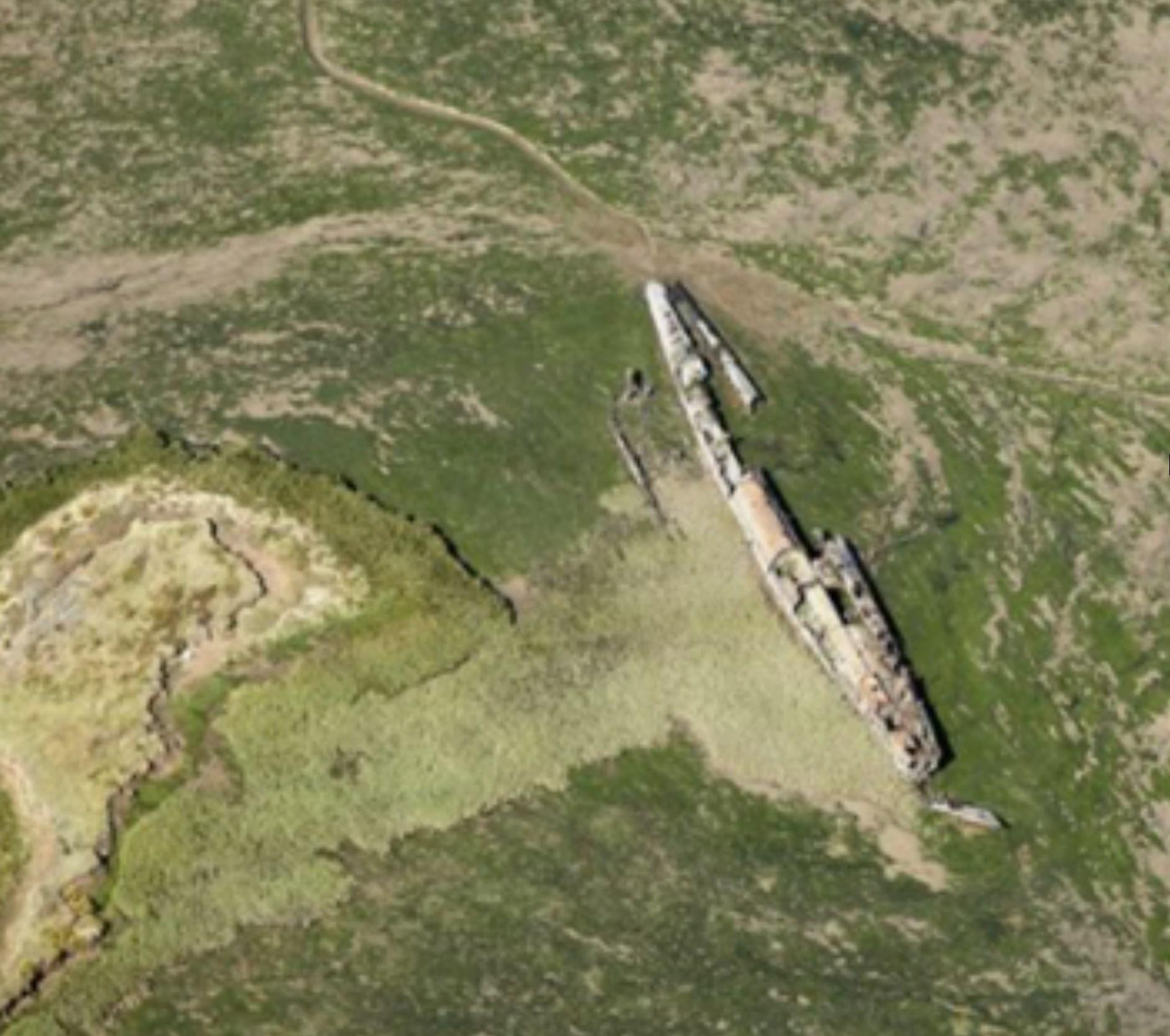
疑似UB-122号的残骸俯瞰图

1918年3月4日，UB-122号在身兼UB-72号艇长的海军中尉弗里德里希·特雷格的指挥下正式入役，随即展开海试。首度担任艇长的亚历山大·马格努斯中尉则于一周后、即3月11日接管了UB-122号的指挥权。完成海试后，该艇于7月7日被编入驻埃姆登的第三区舰队，并通过两次巡逻参与了大西洋潜艇战，但未能取得任何战功。在7月17日至8月6日的第一次行动中，UB-122号从基尔经东线前往英国东岸，但没有遇到任何船只。9月6日的第二次巡逻则从黑尔戈兰岛出发，沿康沃尔海岸在苏格兰和爱尔兰周边游弋，至10月4日返抵威廉港，同样未能击沉任何船舶。
战后，根据对德停战协定的要求，UB-122号于1918年11月24日被引渡至英国哈维奇正式向协约国投降。继12月18日在南安普敦对公众展出后，该艇一直被搁置在朴茨茅斯，直至1921年7月1日在英吉利海峡自沉。尽管当时英国海军部的官方文件对UB-122号的结局没有留下任何怀疑的余地，但它已被广泛视作是遭遗弃在梅德威河口的三艘德国U艇之一。然而根据英国海军部的另一份文件，这艘残留在51°25′50″N 0°37′55″E / 51.43056°N 0.63194°E的废艇体只会是UB-144、UB-145或UB-150号中的一艘。

## 脚注
1. ↑  Rössler，第55頁.
2. 1 2  Helgason, Guðmundur. . German and Austrian U-boats of World War I - Kaiserliche Marine - Uboat.net.   [2009-02-13].
3. 1 2 3 4 5  Gröner 1991，第25-30頁.
4. 1 2  Herzog，第60頁.
5. ↑  Helgason, Guðmundur. . German and Austrian U-boats of World War I - Kaiserliche Marine - Uboat.net.   [2015-03-10].
6. ↑  陈进，第239頁.
7. ↑  NARS，第59頁.
8. ↑  Bendert，第85頁.
9. ↑  Dodson & Cant，第54, 130頁.
10. ↑  Gröner 1991，第25頁.
11. ↑  . The Telegraph (London). 2013-12-20  [2020-10-05]. （原始内容存档于2018-01-20）.
12. ↑  David Wilkes. . Daily Mail. 2013-12-20  [2022-06-14]. （原始内容存档于2021-12-03）.
13. ↑  . n24.de.   [2014-01-07]. （原始内容存档于2016-09-15）.
14. ↑  Dodson & Cant，第100-101頁.